# Franz Zejdlik
Franz Zejdlik (* 25. Oktober 1906 in Voitsberg, Steiermark; † 8. September 1978 in Krems an der Donau) war ein Offizier der deutschen Wehrmacht und des Österreichischen Bundesheeres, zuletzt Militärkommandant von Niederösterreich im Range eines Brigadiers.

## Leben
Franz Zejdlik besuchte nach der Volksschule und der Bürgerschule drei Semester Maschinenbau an der Höheren technischen Bundes-Lehr- und Versuchsanstalt Graz-Gösting. Auf Grund eines Unfalles seines Vaters brach er die Schule ab und arbeitete als technischer Angestellter in einem Bauunternehmen.
Am 2. März 1925 trat er in das Österreichische Bundesheer ein und erreichte im Pionier-Bataillon 5 in Graz den Rang eines Wachtmeisters. Ab 1. September 1929 begann er in der damaligen Heeresschule Enns die Offiziersausbildung, wo er als Leutnant und Jahresbester am 15. August 1931 ausgemustert wurde.
Franz Zejdlik wurde als Zugskommandant zum Pionierbataillon 4 nach Linz beordert, jedoch auf eigenen Wunsch am 1. Juli 1932 wieder zum Pionier-Bataillon 5 nach Graz versetzt. Im Oktober 1934 wurde er als Ausbildungsoffizier der Einjährig-Freiwilligen-Kurse eingeteilt. Am 15. August 1935 erfolgte die Beförderung zum Oberleutnant. Für seine Verdienste bei der Ausbildung erhielt er die Silberne Medaille für Verdienste um die Republik Österreich.

## Zweiter Weltkrieg
Nach dem Anschluss Österreichs an das Deutsche Reich wurde er in die Wehrmacht übernommen. Im Mai 1938 kam er nach Schwedt/Oder zum Pionier-Bataillon 32 (mot.) der 2. Infanterie-Division (mot.), der späteren 12. Panzer-Division. Am 1. Juni 1938 wurde er zum Hauptmann befördert.
Nach mehreren Verwendungen in einer Panzerdivision als Kompaniechef und Bataillonskommandeur wurde er Kommandeur eines Grenadierregiments. Es folgten weitere Funktionen in der Heeresgruppe C als Sachbearbeiter des Generals der Pioniere und Festungen, später kam er zum Oberkommando des Heeres.
Er unterrichtete in der Pionierschule 1 als Taktiklehrer bei Bataillons- und Regimentsführerlehrgängen und wurde anschließend Kommandeur der Pionierschule 3.
Am 1. Jänner 1942 wurde Franz Zejdlik zum Major befördert und erhielt als Kommandeur des Panzerpionier-Bataillons 51 der 23. Panzer-Division am 10. April 1942 das Ritterkreuz des Eisernen Kreuzes. Schon am 1. November 1942 erfolgte die Beförderung zum Oberstleutnant.

## Nachkriegszeit
Nach dem Ende des Zweiten Weltkrieges war Franz Zejdlik in einem Architekturbüro tätig. Er trat am 15. Juli 1946 in die Oberösterreichische Landesbaudirektion ein und wurde Sachbearbeiter des Meliorationskatasters. Nachdem er 1948 die Matura nachgeholt hatte, wurde ihm 1950 der Berufstitel Ingenieur verliehen. 1952 erfolgte die Ernennung zum Technischen Oberinspektor. Danach war er für Revisionen von Wasser- und Wasserwerksgenossenschaften verantwortlich.

## Bundesheer der Zweiten Republik
Am 1. Juni 1956 wurde Franz Zejdlik als Oberstleutnant zum Bundesheer der Zweiten Republik einberufen und ab 26. August 1956 mit der Führung der 3. Infanterie-Brigade (mot), welche später zur 3. Panzerbrigade, und danach zur 3. Panzergrenadierbrigade umbenannt wurde, in Krems-Mautern beauftragt.
Am 6. März 1957 wurde er zum Oberst befördert.
Von 1956 bis 1963 war er neben seiner Funktion bei der Brigade auch Militärkommandant von Niederösterreich. Erst 1963 wurde diese Funktion selbstständig mit Brigadier Ignaz Reichel besetzt. Nach seiner Beförderung zum Brigadier am 1. Juli 1963, wurde dann am 1. Oktober 1964 wieder Militärkommandant von Niederösterreich. Diesen Posten gab er am 31. Dezember 1971 an seinen Nachfolger Brigadier Herbert Müller-Elblein ab.

## Sonstiges
1939 heiratete Franz Zejdlik Margaretha Maria, geborene Benoni.

## Auszeichnungen (Auszug)
- Silberne Medaille für Verdienste um die Republik Österreich (Erste Republik)
- Eisernes Kreuz (1939) II. Klasse
- Eisernes Kreuz (1939) I. Klasse
- Ritterkreuz des Eisernen Kreuzes
- Medaille Winterschlacht im Osten 1941/42
- Goldenes Ehrenzeichen für Verdienste um die Republik Österreich (Zweite Republik)
- Wehrdienstzeichen (Ausprägung unbekannt)
- Ehrenzeichen für Verdienste um das Bundesland Niederösterreich (Ausprägung unbekannt)
- Verdienstzeichen des Österreichischen Bundesfeuerwehrverbandes (Ausprägung unbekannt)
- Verdienstzeichen des Niederösterreichischen Landesfeuerwehrverbandes (Ausprägung unbekannt)